# 江之川停車區
江之川停车区（平假名：ごうのかわパーキングエリア）是位於廣島縣三次市的中國自動車道之休息區。

## 連接道路
- 中國自動車道

## 歷史
- 1979年10月18日 - 中國自動車道三次IC至千代田IC之間開通，此休息區也同時啟用。

## 休息區設施
- 上行線（岡山、米子、鳥取、姬路、神戶、大阪方向）
  - 停車場
    - 小型車：26台
    - 大型車：17台

  - 廁所
    - 男士 大型2（和式1、西式1）、小型4
    - 女士 5（和式3、西式2）
    - 輪椅人士專用 1

  - 災難對應型自動售賣機
- 下行線（廣島、山口、濱田、下關、九州方向）
  - 停車場
    - 小型車：26台
    - 大型車：17台

  - 廁所
    - 男士 大型2（和式1、西式1）、小型4
    - 女士 5（和式3、西式2）
    - 輪椅人士專用 1

  - 災難對應型自動售賣機

## 鄰近設施
中國自動車道
(22)三次IC - 江之川停车区 - (23)高田IC

## 相關項目
- 日本服務區與休息區一覽

## 外部連結
- 西日本高速道路株式會社 （页面存档备份，存于）（日語）